# Президентские выборы в Доминиканской Республике (2008)
Выборы президента в Доминиканской Республике состоялись 16 мая 2008 года. Согласно данным Центральной избирательной комиссии (Junta Central Electoral), победу одержал действующий президент Леонель Фернандес из Партии доминиканского освобождения. За него проголосовало около 53 процента избирателей. Мигель Варгас Мальдонадо из Партии доминиканской революции получил 40 процентов голосов. На третьем месте — Амабле Аристи Кастро из Реформистской социал-христианской партии. Он получил всего лишь 4 процента голосов. У каждого из остальных кандидатов — менее одного процента голосов.

## Результаты
Явка составила 70,67%
| Место | Кандидат                        | Число голосов | %      |
| ----- | ------------------------------- | ------------- | ------ |
| 1     | Леонель Антонио Фернандес Рейна | 2,199,734     | 53,83% |
| 2     | Мигель Варгас Мальдонадо        | 1,654,066     | 40,48% |
| 3     | Амабле Аристи Кастро            | 187,645       | 4,59%  |
| 4     | Эдуардо Эстрелла                | 19,309        | 0,47%  |
| 5     | Гильермо Морено                 | 18,136        | 0,44%  |
| 6     | Педро Канделье                  | 6,118         | 0,15%  |
| 7     | Трахано Сантана                 | 1,533         | 0,04%  |
|       | недействительных бюллетеней     | 78,462        | 2,65%  |
|       | всего                           | 4,086,541     | 100,0% |